# Hinckley
Hinckley er en købstad i det sydvestlige Leicestershire, England. Byen administreres af Hinckley and Bosworth Borough Council. Hinckley er den tredjestørste by i Leicestershire, efter Leicester og Loughborough. Hinckley ligger omkring mellem Leicester og Coventry og ligger op til Nuneaton i Warwickshire. Watling Street danner en del af grænsen mellem Leicestershire/Warwickshire. Hinckley ere n del af byområdet med landsbyen Burbage umiddelbart mod syd.
Asbhykanalen, der forbinder Moira-området med Coventrykanalen, går igennem byen.
Blandt byens seværdigheder er kirkerne Stoke Golding og St Mary's Church
I 2000 blev der fundet arkæologiske fund der viste tegn på bosættelse i området i jernalderen og i Romersk Britannien. I 1086 nævnes Hinckley i Domesday Book, hvor det var en relativt stor landsby.
Hinckley ligger omkring 6 km syd for det sted, som man mener slaget ved Bosworth fandt sted i 1485, hvilket var det sidste store slag under rosekrigene, der resulterede i at Henrik Tudors tropper besejrede kong Richard 3..